# Tadeo Lafuente Gómez
Tadeo Lafuente Gómez (Aragó, segle xviii-Múrcia, 1811) va ser un metge espanyol, estudiós de la febre groga.
Probablement d'origen aragonès. Va exercir com a metge consultori en cap dels Reials Exèrcits i d'inspector de la Salut Pública al Campo de Gibraltar. A les seves ordres va treballar Mariano Lagasca, metge militar durant les guerres napoleòniques. Pel que sembla, va morir a la ciutat de Múrcia el 1811, mentre tots ell i Lagasca lluitaven contra l'epidèmia de febre groga que afectava la població. Va ser estudiós d'aquesta mena de febres i promotor de l'ús de la quina. Dintre del debat científic, era dels que afirmaven que la febre groga era contagiosa, mentre d'altres deien que no. El seu mètode de combat de la malaltia es basava en l'aïllament dels infectats i en l'administració de quina tan aviat com apareixien els primers símptomes, però només es podia aplicar els estadis més primerencs de la malaltia, perquè el producte afectava l'estómac i el fetge, afeblint el malalt. La quina es va usar molt durant l'epidèmia de febre groga de 1821 a Barcelona, tot i que no va obtenir gaire èxit.
En honor seu reben el seus nom les espècies lafuentea, flors endèmiques del sud de la península Ibèrica.
De la seva autoria són els següents llibres, el segon publicat de forma pòstuma:
- Observaciones justificadas sobre que la fiebre amarilla pierde dentro de una choza toda su fuerza contagiante... (Madrid, 1805)
- Extracto de la obra sobre la fiebre amarilla […] de don Tadeo Lafuente, hecho por él mismo, lo ilustro con notas y lo adiciona Mariano Lagasca (Madrid, 1821)